# オベロン (オペラ)
『オベロン、または妖精王の誓い』（英: Oberon, or The Elf King's Oath）J. 306は、カール・マリア・フォン・ウェーバーが作曲した全3幕から構成されるオペラ。台本はヴィーラントの叙事詩『オベロン』（ユオン・ド・ボルドーの伝説が元になっている）のジェームズ・プランシェ (James Planché) による英訳を基に、『夏の夜の夢』と『テンペスト』の内容を付け加えたもので、ドイツ語訳はテオドール・ヘルが担当した。
1826年4月12日に初演され、2か月後の6月5日にウェーバーは帰国の途上中ロンドンで客死したため、事実上最後のオペラでもある。

## 作曲の過程
1824年8月18日、ロンドンのロイヤル・オペラ・ハウスの支配人チャールズ・ケンブルから、同地で上演するためのオペラの作曲（並びに歌劇場での次のシーズンにおけるオペラの指揮の依頼）をウェーバーに委嘱を申し込んだ。『ファウスト』か『オベロン』を土台にしたオペラをとの依頼に対し、ウェーバーは後者を選んだ。この当時のウェーバーは結核に侵されていたために健康状態が悪く、自らの死期を悟り、作曲は15か月と異例の速さで行われた。1825年1月23日に作曲が開始され、ただちにスケッチが行われた。総譜は8か月後に開始し、12月には第2幕までが完成し、翌年初めには第3幕の大枠が完成した。

## 初演
1826年4月12日にロンドン、コヴェント・ガーデンのロイヤル・オペラ・ハウスで作曲者の指揮により初演された。

## リブレット
リブレット（台本）の内容は『魔笛』さながらに錯綜しており、プランシェによる原作の英訳が良くないと批判されることも多い。このため、今日では上演の機会は少ない上、ドイツ語版により行われることが多い。ジョン・エリオット・ガーディナーはオリジナルの英語版を自ら再構築し、ナレーションを挿入した全曲録音を行っている。

## 楽器編成
- 木管楽器：フルート2（ピッコロ持ち替え）、オーボエ2、クラリネット2、バスクラリネット、ファゴット2
- 金管楽器：ホルン4（D管とA管が各2）、トランペット2、トロンボーン3
- その他：ティンパニ、弦五部

## 登場人物
| 人物名                                                   | 声域                          | 役                           | 1826年4月12日の初演者 （指揮:C.M.v.ウェーバー）                         |
| -------------------------------------------------------- | ----------------------------- | ---------------------------- | ----------------------------------------------------------------------- |
| オベロン                                                 | テノール                      | 妖精の王                     | チャールズ・ブランド （Charles Bland）                                  |
| ティタニア                                               | 黙役                          | オベロンの妻、女王           | スミス （Smith）                                                        |
| パック                                                   | アルト （またはメゾソプラノ） | オベロンの従者、妖精         | Harriet Cawse                                                           |
| レーツィア（レチア、レイザ）                             | アルト （ソプラノ）           | ハールーン・アッラシードの娘 | メアリー・アン・ペイトン （Mary Ann Paton）                             |
| ボルドーの騎士ヒュオン（ユオン）                         | テノール                      | ギュイエンヌ公爵             | ジョン・ブレアム （John Braham）                                        |
| シェラスミン                                             | バリトン                      | ヒュオンの従者               | John Fawcett                                                            |
| ファティメ（ファーティマ）                               | メゾソプラノ                  | レーツィアの待女             | ルシア・エリザベス・ヴェストリス （Lucia Elizabeth Bartolozzi-Vestris） |
| 人魚（2人）                                              | ソプラノ またはメゾソプラノ   |                              | Mary Ann Goward （もう1人は不明）                                       |
| カール大帝                                               | （台詞のみ）                  |                              | オースティン （Austin）                                                 |
| ハールーン・アッラシード                                 | （台詞のみ）                  | バグダードのカリフ           |                                                                         |
| バベカン                                                 | （台詞のみ）                  | ペルシャ（サラセン）の王子   | ベイカー （Baker）                                                      |
| アルマンソル                                             | （台詞のみ）                  | チュニスの太守               | Cooper                                                                  |
| ロスカーナ（ロシャーナ）                                 | （台詞のみ）                  | アルマンソルの妻             | Lacy                                                                    |
| アプダラー                                               | （台詞のみ）                  | 海賊                         | Horrebow                                                                |
| ナモウナ                                                 | （台詞のみ）                  | ファティメの祖母             | Davenport                                                               |
| ハメット                                                 | （台詞のみ）                  |                              | エヴァンズ （Evans）                                                    |
| アムロウ                                                 | （台詞のみ）                  |                              | アトキンス （Atkins）                                                   |
| その他：妖精たち、淑女たち、騎士たち、奴隷たち、人魚たち |                               |                              |                                                                         |

## 上演時間
全幕は約2時間20分（各幕：第1幕…約43分、第2幕…約45分、第3幕…約43分）。

## あらすじ
時と場所：中世（806年頃）の妖精の国。また幕によってバグダード、フランス、チュニスと大きく場所が移り変わる。

### 第1幕
第1場
妖精の国の森。妖精の国では、オベロンと妻ティタニアが、男女のどちらが心変わりしやすいかを巡って口論になり、熱烈に愛し合う2人の男女たちを発見するまで和解しない事を約束した。妖精パックは、ヒュオンとレツィアが夢で結ばれたことを王に告げる。オベロンは、直ちにヒュオンとシェラスミンを召集して魔法の角笛を持たせ、バグダッドにレツィアを捜索するために向かわせる。
第2場
パックの物語によってカール大帝の王子を殺したボルドーの騎士ヒュオンがその罪を償うため、バグダッドの太守の右手に座った男を殺したうえ、太守の娘のレーツィアと結婚することを大帝から命令されたことを知り、この2人を女王との和解の道具に使おうと思いながら、魔法によってヒュオンにはレーツィアの美しい姿を、レーツィアにはヒュオンの凛々しい姿を幻に見せ、2人の心に恋の焔を燃え立たせた後、ヒュオンには魔法の角笛を、従者のシェラスミンには魔法の杯を与える。
第3場
場面が変わってバグダッドの後宮の内部になる。ペルシャの王子バベカンと結婚することになっているレーツィアが、幻に見た凛々しい騎士を深く慕っているところに、侍女のファティマがヒュオンの到着を知らせる。

### 第2幕
第1場
バグダッドの太守の大広間。太守の右手にはバベカンが座っている。レーツィアとの婚儀がさっそくあげられるように彼が催促してると、突然シェラスミンを従えてヒュオンが現れ、レーツィアを抱擁したうえ、バベカンと闘って彼を殺し、彼の吹く角笛の音に一座の人々が騒然としているうちに、ヒュオンはレーツィアを、シェラスミンはファティマを連れてその場から逃げ去る。
第2場
宮殿の庭。シェラスミンとファティマが互いの愛情を誓い合った後に、オベロンが出現して4人の恋人たちに如何なる苦難に遭遇しても心変わりをしないように命じてから、彼らを港に連れて行く。
第3場
岩の多い浜辺。恋人たちを乗せた船は、嵐のために難破して浜辺に打ち上げられる。ヒュオンは気を失ったレーツィアを救い、魔法の力によって蘇生したレーツィアは、大海の恐ろしさに寄せるレチタティーヴォを歌う。そこに海賊が現れ、レーツィアをかどわかしヒュオンは気を失ってその場に倒れる。

### 第3幕
第1場
チェニスの太守の宮殿。船が難破したときに救われたものの、ファティマとシェラスミンは奴隷として暮らしている。ところがヒュオンもまたパックに連れられてそこに来る。ファティマはアルマンソルが美しい奴隷を海賊から買ったことと、それがレーツィアであることをヒュオンに語って、かの女を救うために園丁に変装することを彼に忠告する。
第2場　
レーツィアが不幸な運命を嘆いている。太守はかの女に言い寄るがレーツィアは従おうとしない。退場後、かの女からの便りを受け取ったと思ったヒュオンが来る。しかし彼を待っていたのはアルマンソルの妻ロシャナだった。ヒュオンを誘惑しようとするロシャナだが拒否したことで、アルマンゾルによって捕えられ、火刑に処せられることになる。連行された直後、シェラスミンがなくしていた角笛を見つける。
第3場
宮殿前広場。火刑の準備が行われると、レーツィアはヒュオンの助命を嘆願し、処刑されるならば一緒に死ぬことを求める。火刑が始まる直前にシェラスミンが角笛を吹くと、その場にいた人々は踊りだし、さらに強く吹くとオベロンとティタニアが現れる。オベロンは2人を救い「試練は終わった」と告げる。
第4場
カール大帝の宮殿。恋人たちは宮殿に運ばれ、大帝はヒュオンとレーツィアの結婚を祝福する。ヒュオンはバグダッドの王女を連れて来たことを報告し、一同が彼の勇気とレーツィアの美しさを称え、歓喜の大合唱で幕となる。

## 序曲
本編に先立って演奏される序曲は特に有名で、この曲のみ演奏・録音がされる事が多い。『魔弾の射手』序曲と同じく劇中で用いられている主要な旋律を使って構成されている。またロマン的な世界観を暗示させるように、恋人たちによる熱烈な愛や妖精の世界、嵐や難破などが巧みに描写されている。
アダージョ・ソステヌートの序奏部（ニ長調、4分の4拍子）とアレグロ・コン・フォーコの主部（ニ長調、4分の4拍子）で構成され、ソナタ形式による。このソナタ形式は当時の慣例に従ったもの。演奏時間は約8分ないし9分程。
序奏部（アダージョ・ソステヌート）
冒頭に現れる独奏ホルンの柔和な主題は、オベロンの吹く魔法の角笛である。次いで弱音器を付けたヴァイオリンがこれに応答し、そして木管が軽やかな旋律を奏するが、これは妖精の国を暗示する。続く金管による荘重な行進曲風の律動はカール大帝の威厳を示したものという。序奏部は21小節まで。
主部（アレグロ・コン・フォーコ）
22小節目から全合奏によるニ長調の属和音が強く提示され、pからffへクレッシェンドする上行的な音型が第1主題である。この第1主題（23小節目）はオペラの四重唱「暗き青き水の上」を主題とする。39小節から経過部で、次第に高揚して頂点に達すると、弦楽が崩れるように急速に下降してディミヌエンドとなる。60小節目からはクラリネットによる優美な第2主題第1句があらわれる。この第1句はヒュオンの歌うアリアで、ヴァイオリンによって繰り返されると次はレーツィアのアリア「大洋よ、汝大いなる怪物よ」が第2主題第2句としてあらわれる（ここでもヴァイオリンによる）。101小節目からは展開部に入り、主として第1主題を処理する。164小節からは再現部で、第1主題の再提示で開始する。ただし第2主題第1句は続かず、管楽と弦楽による強奏で荒れ狂う海の嵐を表現したかのような第2句が出される。これに基づいてコーダに突入し、絶頂のうちに曲を終える。